# Aanbodoverschot
Een aanbodoverschot of vraagtekort ontstaat als de bij een bepaalde prijs aangeboden hoeveelheid van een goed of dienst groter is dan de bij die prijs gevraagde hoeveelheid. Een aanbodoverschot is het tegengestelde van een aanbodtekort of vraagoverschot. Een aanbodoverschot ontstaat bijvoorbeeld als door ingrijpen van de overheid een minimumprijs wordt vastgesteld.